# Anoplostoma demani
Anoplostoma demani är en rundmaskart som beskrevs av Timm 1952. Anoplostoma demani ingår i släktet Anoplostoma och familjen Anoplostomatidae. Inga underarter finns listade i Catalogue of Life.